# Kleinbodungen
Kleinbodungen è una frazione della città tedesca di Bleicherode.

## Storia
Il 1º gennaio 2019 il comune di Kleinbodungen venne soppresso e aggregato alla città di Bleicherode.

### Esplicative
1. ↑  Letteralmente: «Bodungen piccola», in contrapposizione alla vicina Großbodungen – «Bodungen grande».

### Bibliografiche
1. ↑  (DE) Hauptsatzung, § 3. (PDF), su bleicherode.de. URL consultato il 25 aprile 2021 (archiviato dall'url originale il 9 agosto 2020).
2. ↑  (DE) Thüringer Gesetz zur freiwilligen Neugliederung kreisangehöriger Gemeinden im Jahr 2019 vom 18. Dezember 2018, § 17. (PDF), su parldok.thueringen.de. URL consultato il 28 giugno 2020 (archiviato dall'url originale il 9 gennaio 2019).